# 十二稜子
十二 稜子（じゅうに りょうこ、1999年7月29日 - ）は、日本の女性声優。神奈川県出身。スターダストプロモーション所属。

## 人物
声優を目指したきっかけは高校生の頃に声優オタクとなり、短期大学に行きながら声優養成所に週一回の3時間、約2年間ほぼ同時進行で通っていた。同時期に卒業を迎えその後に今のスターダストプロモーション所属となる。
趣味は歌唱、麻雀、音読。特技はソフトテニス、ポジティブ変換。
箸は左手で筆は右だか基本的には右利きである。
超逆境クイズバトル!!99人の壁アニメ知識王決定戦にブロッカーの一人としてリモート出演（コロナ禍の為）をした。
2022年８月22日に開かれたイベント「もぎたてスペシャル！Smewthie にゃん×２」ではかき氷を作る対決があったが、右手を使用しかき氷機を回していたのだがすごく不器用に見えていた。そして本人はかき氷を食べても頭が痛くなったことが無いと言っていたが食している姿を見ている限り頭が痛そうに見えていた。
しっけたお菓子、茶碗蒸し、スクランブルエッグ、アイスのあずきバーが好き。アスパラガスは苦手。お菓子のチョコボールはキャラメル派である。ホットケーキミックスでクッキーを作り冷蔵庫で一晩寝かした物が最近のお気に入り。
兄弟構成は兄が二人に姉が一人の四人兄妹の末っ子。
自他ともに認めるネコ好きで、豆（まめ）さんと茶々（ちゃちゃ）さんという名前の二匹のネコと暮らしている。苗字が「十二」なので毎月12日（5月12日は母親誕生日）はツイッターに掲示するほど大好きである。自分が出演した『東京ミュウミュウ にゅ〜♡』のミュウレタスの遺伝子を持つスナメリに会いにみどりの日に愛知県の南知多ビーチランドに母親と観覧に行った。
蚊に刺されないと本人は周りに言っている。
ゲームの原神が好きでよく遊んでいる。
忍たま乱太郎を毎日見ていると言うくらい好きで、思い出に残っている映画作品は「劇場版アニメ 忍たま乱太郎 忍術学園 全員出動!の段」と公表した。
出演者が舞台上に登壇せず、影と声で演じる朗読劇「シルエクトvol.3 - 空々しくて、白々しい。」の白川愛李役で初めて主演を務める。
舞台版『少年秘密倶楽部 - 零 -』では、役柄と稽古関係で、自身が演じるローレルだけ朗読という形での舞台となった。
舞台『宇宙家族ヤマダさん～Super saiyAの逆襲～』 の瀬氏nU（セシーヌ） 役で、台本を持たずにセリフを暗記しての初舞台を成し遂げた。役柄も八木ましろ演じるPeach zoN（ピーチゾン）と小泉花恋が演じる厨っ厨っannA（チュッチュッアンナ）との三人によるモデルのようなルックスと女性用肌着メーカーのようなキャラクターネーミングからセクシー担当と呼ばれた。
3部構成の朗読劇『マッチングアプリ:アップルボム(仮)』では、第3部にアイドルのオタク役として今までにない役柄で出演した。
舞台『みちこのみたせかい 2023』では、白石真菜演じる普通の優しい双子の姉とは対照的に、16歳の飛び級でオックスフォード大学に進学した天才であり、性格はわがままで自分勝手、好きな食べ物については考えたことがないメガネ女子の妹という役柄を演じた。
3部構成の朗読劇『マグロ釣ってきます。たくあん買っておいてください。』では、第1部に初めての母親役として出演した。
朗読劇『東京怪獣物語』では、第1部で東京怪獣大学（東怪大）を目指す怪獣役を演じた。
『天竺生地』vol.9で初めての即興劇を演じた。

## 出演

### テレビアニメ
太字はメインキャラクター
2021年
- 大正オトメ御伽話（真知子）

2022年
- CUE!（陽菜のクラスメイト）
- 東京ミュウミュウ にゅ〜♡（2022年 - 2023年、碧川れたす / ミュウレタス、キックうさちゃん） - 2シリーズ

### OVA
- 怪盗クイーンはサーカスがお好き（2022年、岩崎美衣）

### Webアニメ
- ぷち！東京ミュウミュウ にゅ〜♡（2022年 - 2023年、碧川れたす / ミュウレタス）
- タコピーの原罪（2025年、高校生[6]）

### ゲーム
- モンスターストライク（餅突鬼&練鬼（練鬼）[7]）
- ワールドフリッパー（星乃ミコト）
- 黒騎士と白の魔王（テンコ）
- アズールレーン（ポーツマウス・アドベンチャー）[8]）

### ラジオ
※はインターネット配信。
- 東京ミュウミュウ にゅ～♡ラジオ スミュウジー！（2022年 - 、YouTube※・音泉※）
- ディ～とも！プレステージ（2024年3月28日、5月9日　下北FM）
- 「DJ Tomoaki’s Radio Show!」(2024年11月21日,12月26日 下北FM)
- 十二稜子のラジラブ!（2024年10月2日～12月25日、超!A&G+※）[9]

### テレビ番組
- 超逆境クイズバトル!! 99人の壁　(2021年2月6日)
- あにレコTV（2022年6月27日、テレビ東京）- Smewthie
- おはスタ（2022年7月5日・9月20日、2023年4月4日・6月20日、テレビ東京）- Smewthie

### ボイスコミック
- 「愛していいのは、カラダだけ」部下B 役[10]

### 即興劇
- 『天竺生地』vol.9(2024年3月30日、GEKIBA)[11]
- 『天竺生地』vol.11(2024年8月3日、バルスタジオ）[12]

### 朗読劇
- 「りーでぃんぐ☆ぱーてぃーvol.8」（2020年12月16日・18日・19日、コフレリオ新宿シアター）[13]
- 「りーでぃんぐ☆ぱーてぃーvol.9」（2021年2月25日・26日・27日、コフレリオ新宿シアター）- 志田奈那覇、小宮祥子、影山梨加、鈴川智子 役
- 「ヤドリギの妖精たち」（2022年12月16日、新宿シアターミラクル） - マイ 役[14]
- 「シルエクトvol.3 - 空々しくて、白々しい。」（2023年1月14日・15日、ジョイジョイシアター） - 白川愛李 役[15]
- 『マッチングアプリ:アップルボム(仮)』（2023年7月26日・28日、シアターサンモール）- たまこ 役[16]
- 『マグロ釣ってきます。たくあん買っておいてください。』（2024年1月26日・28日、参宮橋トランスミッション）- 藤室きな枝 役[17]
- 『東京怪獣物語』再演（2024年3月12日・17日、サンモールスタジオ) - マンドル 役[18]
- 『シアター』再演（2024年5月16日・18日・23日、シアター風姿花伝) - 深上雫 役[19]
- キミに贈る朗読会 『 ゴカンッ ！』(2024年7月6日・7日、MsmileBOX渋谷）-コノミ 役[20]
- 朗読劇『初等教育ロイヤル』（2024年8月22・23・24日、こくみん共済 coop ホール/スペース・ゼロ）伊藤さん、山田さん 役[21]
- キミに贈る朗読会 『藍色ノスタルジー Vol.6』(2024年9月19日・20日、MsmileBOX渋谷） - ミドリ、ウミ 役 /ＭＣ担当[22]
- 『ルームシェアの恩人』(2024年10月15日、新宿アルタKeyStudio) - なぎさ 役[23]
- キミに贈る朗読会 『 ゴカンッ ！vol.2』(2024年11月2日・3日、MsmileBOX渋谷）-ツル、サトウヨシコ、ケンジ、ヒトミ 役[24]
- 『アイディール・セミナー/2nd session』(2025年4月10日・13日、シアターサンモール）-佐藤道子 役[25]
- 『アイディール・セミナー/Final session』(2025年6月5日・7日、こくみん共済 coop ホール/スペース・ゼロ）-佐藤道子 役[26]

### 舞台
- 『少年秘密倶楽部 - 零 -』（2023年4月27日 - 30日、池袋シアターグリーン BOX in BOX THEATER） - ローレル 役（鷹村彩花・入江麻衣子とのトリプルキャスト）[27]
  - 『少年秘密倶楽部 - 零 -』再演（2024年4月17日 - 21日、萬劇場）
  - 『少年秘密倶楽部［壱］〜箱庭の自由〜』（2024年7月3日 - 7日、新宿村LIVE）
- 『宇宙家族ヤマダさん～Super saiyAの逆襲～』（2023年5月31日 - 6月4日、こくみん共済 coop ホール/スペース・ゼロ） - 瀬氏nU（セシーヌ） 役[28]
- 『みちこのみたせかい 2023』（2023年10月1日 - 5日、池袋 シアターKASSAI）- 井村解 役[29]
- 『ネーチャンズ☆2024』(2024年6月19日 -23日、シアターKASSAI)- 姫小路樹里亜 役[30]
- 『怨霊撲滅屋GB』（2024年11月13日-17日、新宿シアターモリエール）- 南雲シズカ 役[31]

### その他
- リーディング＆ダンス公演 『ダーティー・クラウズ』（2025年6月21日-22日、新宿シアターモリエール）- 鳳環奈 役[32]

### WEB動画
- いちなるTV「天然女子が英語レシピだけで料理したら奇跡が起きたwww」（2022年2月22日、YouTube）
- いちなるTV「【激ムズ】カタカナ禁止！警察ごっこで大混乱www」（2022年2月23日、YouTube）

### ⅭＭ
- 「Cat!!してSuperGirls」(15秒/30秒 2022年)
- 「めがもるふぉ〜ぜ♡」(15秒/30秒 2023年)

### イベント
- 小山会～初陣～（2022年9月11日、mismatch池袋） - 第一部ゲスト出演[33]
- 小山会2024(2024年10月19日、 ジールシアター新宿）- 第一部ゲスト出演[34]
- 萬腹企画18杯目『怨霊撲滅屋GB』〜アフタートークイベント (2024年12月7日、 GEKIBA)[35]
- 喫茶・星屑声倶楽部（ほしくずぼいすくらぶ） (2025年6月28日、HMV&BOOKS SHIBUYA　6Fミュージアム側イベントスペース)- 第一部、第二部 出演[2]

### シリーズ一覧
1. ↑  第1期（2022年）、第2期（2023年）